# Be My God
Be My God è il secondo disco in studio dei Lullacry.

## Tracce
1. Embrace Me – 3:19
2. Be My God – 3:40
3. Without The Dreamer – 3:37
4. Into Your Heart – 4:32
5. Trust – 3:07
6. Pain, Walk With Me – 4:10
7. I Don't Mind – 4:45
8. Damy You – 3:11
9. Bonfires Of Time – 3:30
10. Torn Of The Rose – 3:56
11. Firequeen – 5:12